# De unge vilde
 For alternative betydninger, se De vilde unge.
De unge vilde er betegnelsen for en bevægelse i dansk billedkunst fra begyndelsen af 1980'erne. Selve udtrykket stammer fra de tyske Junge Wilde, der var den danske bevægelses inspiration. Man bruger ofte også betegnelsen De nye vilde (fra det tilsvarende tyske Die Neue Wilde). 

## Kendetegn
Perioden karakteriseres især ved en tilbagevenden til maleriet efter en periode domineret af minimalismen og konceptkunsten, som bevægelsen kan ses som et oprør mod. Ofte ses sære materiale blandinger og forvirrende betydninger samlet i malerierne, der således på enhver måde undsiger den forgående tendens til abstraktion og teoretisk tilgang til kunsten.
Inspirationen blev hentet hos de tyske berlinermalere som Helmut Middendorf, Salomé, Bernd Zimmer og Elvira Bach, der med udstillingerne Heftige Malerei og Haus am Waldsee i 1980 tog deres forgængere, Georg Baselitz og A. R. Pencks ekspressive stil op og kombinerede den med punkens energi og nihilisme. Desuden fra Kölner-scenen, hvor en mere konceptuel indgang var den fremherskende, og hvor malerierne i højere grad spillede på ironi og et dobbelttydigt forhold til betydninger og til kunstnerrollen. I Köln var det kunstnere som Walter Dahn, Jiri Georg Dokoupil, Rainer Fetting, Jorg Immendorff og Albert Oehlen, der inspirerede den danske bevægelse. Sluttelig kom inspirationen fra de italienske malere Sandro Chia, Francesco Clemente, Enzo Cucchi og Mimmo Paladino, der under betegnelsen transavantgarde havde taget maleriet op sideløbende med deres tyske kolleger. Den italienske bevægelse mindede mest om de vilde malere i Köln med en mere teoretisk indgang, men også med en stil, der i højere grad lånte fra de Italienske futurister end fra den tyske ekspressionisme.

## I Danmark
Perioden indledtes i Danmark med udstillingen Kniven på hovedet, hvor en række akademielever fra Hein Heinsens skole viste malerier i en voldsom symbolmættet og ekspressiv stil. 
Siden fulgte der en række udstillinger som prøvede at karakterisere bevægelsen. 
- Lars RavnDe nye vilde – Uden titel på Aarhus Kunstmuseum i 1983
- De unge vilde på Esbjerg Kunstmuseum i 1984
- Gud og Grammatik på Charlottenborg i 1984.

Ud over den især akademiuddannede del af bevægelsen skal nævnes Værkstedet Værst, Elmer og Bergljót Kjartansdóttir Ragnars' projekt Postpainting og maleren Troels Wörsel, der i Köln deltog i den tyske del af bevægelsen.

## Unge vilde kunstnere fra Danmark
- Lars Ravn
- Peter Bonde
- Christian Lemmerz